# Kauza Nagyová
Kauza Nagyová je mediální označení politické aféry, která vypukla v červnu 2013. Na jejím počátku stály zásahy policejního Útvaru pro odhalování organizovaného zločinu (ÚOOZ) z 13. června proti několika politikům a úředníkům, kteří byli podezíráni z korupce a zneužití pravomoci úřední osoby. Podle médií šlo o dosud největší a naprosto unikátní policejní akci tohoto druhu ve veřejné sféře a proti vysokým vládním institucím v České republice i v celé Evropě. Kauza ještě 17. června 2013 mimo jiné vyústila v pád vlády Petra Nečase, který rezignoval také na funkci předsedy Občanské demokratické strany. Kauza vyvolává od počátku kontroverze s ohledem na oprávněnost policejního zásahu a účelovost propojení jednotlivých údajných větví případu.
Jednou ze zadržených a následně obviněných byla Jana Nagyová (po sňatku dne 21. září 2013 Jana Nečasová), tehdejší vrchní ředitelka Sekce kabinetu předsedy vlády České republiky. Po ní byla kauza mediálně pojmenována „kauza Nagyová“.
Kauza je tvořena několika případy, které jsou řešeny v rámci samostatných trestních řízení. V první části kauzy byli stíháni tři bývalí poslanci ODS Ivan Fuksa, Marek Šnajdr a Petr Tluchoř, tehdejší premiér Petr Nečas, Jana Nečasová a bývalý náměstek Roman Boček pro údajnou korupci. Exposlanci se měli vzdát svých mandátů výměnou za pozice ve státní správě. Nejvyšší soud ČR později na základě stížností dvou ze zadržených exposlanců rozhodl o jejich vynětí z pravomoci orgánů trestního stíhání s ohledem na jejich poslaneckou imunitu. Proti usnesení Nejvyššího soudu v této věci neexistuje opravný prostředek. Původní nepravomocné rozhodnutí, kterým byli Petr Nečas, Jana Nečasová a bývalý náměstek Roman Boček zproštěni viny, bylo v září 2021 odvolacím soudem zrušeno a vráceno k novému projednání.
Druhá část kauzy se týká trestného činu vyzrazení utajované informace. Obžalovaní Jana Nečasová, Ivo Rittig a jeho právník David Michal byli nejdříve odsouzeni k podmíněným trestům. Po zrušení rozsudku odvolacím soudem byli v listopadu 2019 zproštěni obžaloby. Odvolací soud zprošťující rozsudek potvrdil v říjnu 2020, přičemž státní zástupce proti rozhodnutí nepodal dovolání a tato část kauzy je tak u konce.
Ve třetí části kauzy byla Jana Nečasová vyšetřována pro podezření z korupce. Výměnou za luxusní dary měla dárcům umožnit přístup k premiérovi nebo jim poskytnout jiné výhody. Pro nedostatek důkazů byla Jana Nečasová obviněna pouze z krácení daní. Soud trestní stíhání původně nepravomocně zastavil, neboť obžalované již byla ve správním řízení udělena pokuta pro opožděné tvrzení daně. Dle rozhodnutí odvolacího soudu ze září 2021 byla zásada, že nikdo nemůže být trestán vícekrát pro stejný skutek (ne bis in idem), nižším soudem nesprávně aplikována a věc mu byla vrácena k novému řízení.
Čtvrtá část kauzy se týká zneužití rozvědky pro sledování bývalé manželky premiéra Nečase v roce 2012. Jana Nečasová, dva bývalí ředitelé Vojenského zpravodajství Ondrej Páleník a Milan Kovanda a ředitel odboru kontroly a vnitřní bezpečnosti na Vojenském zpravodajství Jan Pohůnek byli v březnu 2019 pravomocně odsouzeni k podmíněným trestům odnětí svobody a zákazům činnosti. Nejvyšší soud následně zamítl dovolaní Jany Nečasové. V květnu 2020 byl Petr Nečas, který v řízení vystupoval v pozici svědka, trestním příkazem uznán vinným z křivé výpovědi. Proti rozhodnutí podal státní zástupce i obviněný odpor, věc tedy bude řešena v hlavním líčení. V soudním líčení byl bývalý premiér Petr Nečas shledán vinným z křivé výpovědi a odsouzen k ročnímu podmíněnému odnětí svobody a peněžitému trestu ve výši 100 tisíc korun.

## Policejní akce

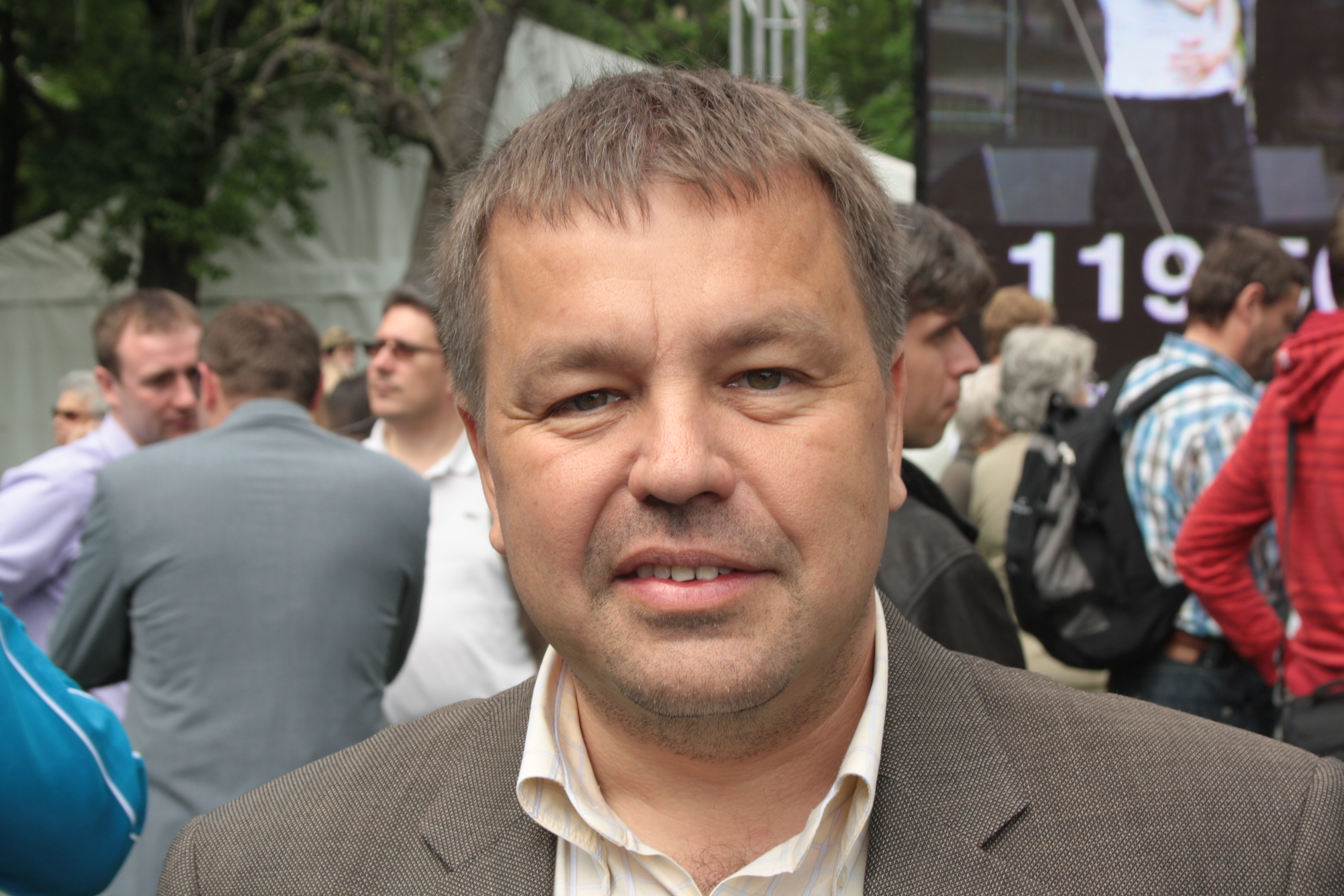
Petr Tluchoř, jeden z původně zadržených bývalých poslanců ODS, v roce 2010

Policisté zatkli 13. června 2013 vládní úřednici Janu Nagyovou, poslance Ivana Fuksu a Petra Tluchoře a dále také Ondreje Páleníka, Romana Bočka, Milana Kovandu a Lubomíra Poula. S kauzou spojení dva podnikatelé, Ivo Rittig a Roman Janoušek, stejně jako politik Marek Šnajdr, nebyli toho dne v České republice. Policie však prohledala jejich domy a kanceláře. Média spekulovala o tom, že odjeli ze země na základě zprávy, kterou o akci předem dostali. Zadržen byl také Jan Pohůnek, ředitel odboru vnější kontroly Vojenského zpravodajství. Sedm ze zadržených bylo obviněno, pouze vedoucí Úřadu vlády Lubomír Poul obviněn nebyl.
Policejní akce se připravovala mnoho měsíců. Zásah provedl Útvar pro odhalování organizovaného zločinu na příkaz olomouckého vrchního státního zastupitelství vedeného Ivo Ištvanem. Podle Roberta Šlachty z ÚOOZ byla akce původně plánována na pozdější termín, avšak po zjištění, že jedna z osob měla opustit Českou republiku, byla její realizace uspíšena.
Policejní razie byla provedena na základě vyšetřování zaměřeného na údajné vazby mezi několika politiky a úředníky a také podnikateli Ivo Rittigem a Romanem Janouškem. Policisté kromě jiného zabavili v bankovních bezpečnostních schránkách desítky milionů korun a kilogramy zlata, za jejichž majitele považovali Romana Janouška. Ten svou spojitost se zabavenými cennostmi popřel.

### Zadržené osoby
V kauze byly zadrženy tyto osoby (většina z nich následně obviněna):
- Jana Nagyová – vrchní ředitelka kabinetu premiéra Petra Nečase a jeho tehdejší mimomanželská milenka (pozdější manželka); obviněna z podplácení a organizování trestného činu zneužití pravomoci úřední osoby; ve vazbě od 15. června do 19. července, kdy Krajský soud v Ostravě vyhověl stížnosti proti vazbě; následně vyšetřována na svobodě
- Ivan Fuksa – bývalý ministr zemědělství a poslanec za ODS; v lednu 2013 se stal členem představenstva Českého Aeroholdingu; obviněn z úplatkářství v souvislosti se složením poslaneckého mandátu; ve vazbě od 15. června do 16. července, kdy Nejvyšší soud rozhodl o jeho vyjmutí z působnosti orgánů činných v trestním řízení na základě poslanecké imunity
- Petr Tluchoř – bývalý poslanec a předseda poslaneckého klubu ODS; média na podzim 2012 spekulovala o jeho možném odchodu do ČEZ, což on sám odmítl; obviněn z úplatkářství v souvislosti se složením poslaneckého mandátu; ve vazbě od 15. června do 16. července, kdy Nejvyšší soud rozhodl o jeho vyjmutí z působnosti orgánů činných v trestním řízení na základě poslanecké imunity
- Marek Šnajdr – bývalý poslanec za ODS; obviněn z úplatkářství v souvislosti se složením poslaneckého mandátu; ve vazbě od 16. června do 16. července, kdy Nejvyšší soud rozhodl o jeho vyjmutí z působnosti orgánů činných v trestním řízení na základě poslanecké imunity
- Ondrej Páleník – bývalý ředitel Vojenského zpravodajství a od listopadu 2012 šéf Správy státních hmotných rezerv; obviněn ze zneužití pravomocí veřejné osoby; ve vazbě od 15. června do 19. července, kdy Krajský soud v Ostravě vyhověl stížnosti proti vazbě; následně vyšetřován na svobodě
- Roman Boček – bývalý náměstek Ministerstva dopravy a poté Ministerstva zemědělství; od října 2012 člen představenstva Českých drah; obviněn; ve vazbě od 15. června do 19. července, kdy Krajský soud v Ostravě vyhověl stížnosti proti vazbě; následně vyšetřován na svobodě
- Jan Pohůnek – ředitel odboru vnější kontroly Vojenského zpravodajství; obviněn ze zneužití pravomoci veřejné osoby; ve vazbě od 15. června do 19. července, kdy byl propuštěn na pokyn Vrchního státního zastupitelství v Olomouci; následně vyšetřován na svobodě; od 17. června dočasně postaven mimo službu
- Milan Kovanda – ředitel Vojenského zpravodajství od listopadu 2012; obviněn ze zneužití pravomocí veřejné osoby; zadržen a od 15. června vyšetřován na svobodě; od 17. června dočasně postaven mimo službu
- Lubomír Poul – vedoucí Úřadu vlády a nadřízený Jany Nagyové; v prosinci 2012 se stal členem dozorčí rady ČEZ; byl původně rovněž zadržen, ne však obviněn

### Nezadržené osoby
Dalšími osobami figurujícími v kauze, které však nebyly v polovině června 2013 zadrženy, jsou:
- Petr Nečas – do 17. června 2013 předseda vlády a předseda ODS, tehdejší manžel Radky Nečasové, nadřízený a tehdejší mimomanželský milenec Jany Nagyové; policií podezříván z korupce v případě tří exposlanců ODS; vyslechnut jako svědek; dne 17. června rezignoval na funkce předsedy vlády a předsedy ODS; poslanecká sněmovna obdržela 8. července žádost o jeho vydání k trestnímu stíhání, která však byla 17. července stažena
- Ivo Rittig – podnikatel a lobbista; policií podezříván z ovlivňování veřejných zakázek, neobviněn; policie provedla domovní prohlídky a dočasně zabavila některé předměty[28][29]
- Roman Janoušek – podnikatel; policií podezříván z ovlivňování veřejných zakázek, neobviněn;[pozn. 3] policie provedla domovní prohlídky a zabavila některé předměty[30]
- Libor Grygárek – bývalý náměstek Vrchního státního zastupitelství v Praze; podezříván, že chránil před stíháním podnikatele Rittiga a Janouška, neobviněn[28]
- Václav Ryba – podnikatel; podezřelý, neobviněn
- Tomáš Hrdlička – podnikatel a člen ODS; podezřelý, neobviněn
- Jiří Toman – podnikatel a bývalý vedoucí odboru městského investora Magistrátu hlavního města Prahy; podezřelý, neobviněn[31]

## Politické souvislosti
Protože měli přinejmenším dva zatčení blízkou spojitost s premiérem Petrem Nečasem (Jana Nagyová byla vrchní ředitelkou sekce kabinetu předsedy vlády a Lubomír Poul byl vedoucí úřadu vlády), vyzvala parlamentní opozice premiéra k rezignaci. Ten to odmítl a prohlásil, že jeho „důvěra v Janu Nagyovou nepoklesla.“
K ředitelce premiérova kabinetu Janě Nagyové přivedlo policisty podezření na trestnou činnost žalobce Libora Grygárka a podnikatelů Romana Janouška, Ivo Rittiga či Tomáše Hrdličky, jak vyplývá z usnesení o zahájení trestního stíhání, které zveřejnil elektronický deník E15. Podle policejního usnesení by do kauzy mohl být zapleten i sám premiér Petr Nečas. Měl dát slib třem poslancům, že dostanou významné posty v polostátních firmách. Detektivové to označují za úplatek. Účast premiéra nebo jeho povědomí o nezákonném sledování popřela Nagyová i sám Nečas.

## Vývoj kauzy v roce 2013

### Červen

#### Čtvrtek 13. června
Hodinu po půlnoci z 12. na 13. června začala rozsáhlá policejní akce na Úřadu vlády. Další akce probíhaly až do brzkého odpoledne i na ministerstvu obrany, pražském magistrátu, v Lesích ČR, v mělnické firmě Kardio Port a na dalších místech. Během odpoledne policie také zabavila peníze a zlato v bance na Václavském náměstí. Policie předala první obvinění. Domovní prohlídku provedla mimo jiné i u Libora Grygárka, který však nebyl zadržen.

#### Pátek 14. června

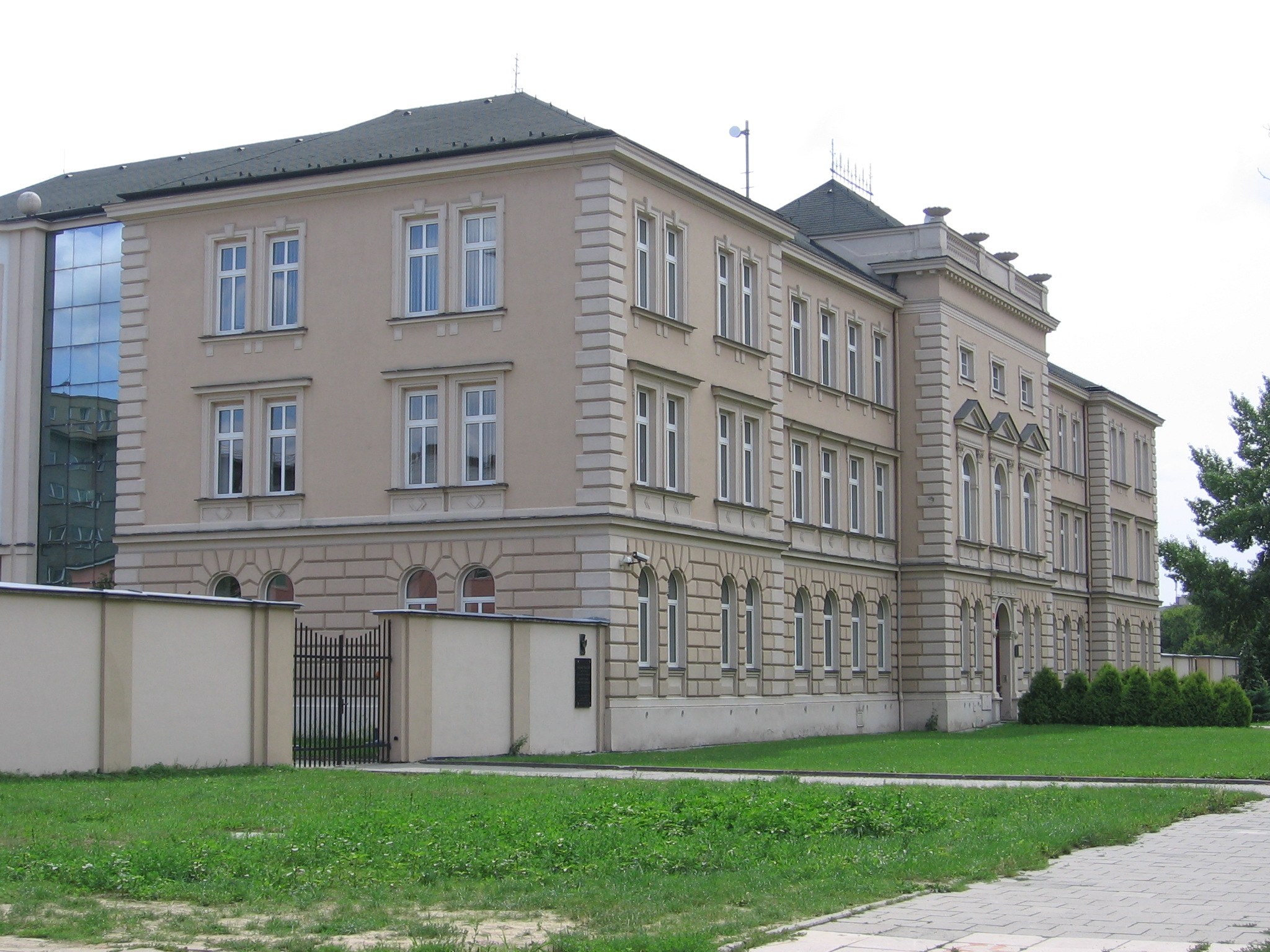
Sídlo vrchního státního zástupitelství v Olomouci

I přes dosavadní nedostatek přesných a ověřených informací všechny hlavní tištěné deníky věnovaly kauze značnou část svého obsahu. Základní informace o zásahu sdělil olomoucký vrchní státní zástupce Ivo Ištvan na dopolední tiskové konferenci. Ve věci bylo činné Vrchní státní zastupitelství v Olomouci, byť bylo podle trestního řádu nepříslušné. O odnětí věci jinak příslušnému Vrchnímu státnímu zastupitelství v Praze a přikázání ji do Olomouce rozhodlo 11. ledna 2012 Nejvyšší státní zastupitelství, protože ve věci původně šlo i o prověřování podnikatelů Iva Rittiga a Romana Janouška a na pražském státním zastupitelství působil s nimi spojovaný náměstek Libor Grygárek. Server E15 zveřejnil usnesení o zahájení trestního stíhání.
Sedm zatčených a obviněných bylo policií vyslýcháno. Advokát Jany Nagyové Eduard Bruna později uvedl, že proběhla několikahodinová domovní prohlídka jejích kanceláří a bytu v Praze-Modřanech. Policie ji poté asi dvě hodiny vyslýchala. K výslechu se po návratu ze zahraničí dostavil i Marek Šnajdr. Žalobci podali sedm návrhů na vzetí do vazby. Policie převezla obviněné k ostravskému okresnímu soudu, aby o vazbě rozhodl.
O celé záležitosti mimořádně jednala poslanecká sněmovna parlamentu. Poslanec Jiří Šlégr (LEV 21) při svém vystoupení oznámil, že se vzdává svého poslaneckého mandátu. ČSSD předala předsedkyni Poslanecké sněmovny Miroslavě Němcové žádost o hlasování o nedůvěře vládě. Prezident Miloš Zeman se mezitím na Hradě setkal postupně s policejním ředitelem Martinem Červíčkem, premiérem Petrem Nečasem a předsedou ČSSD Bohuslavem Sobotkou.

#### Sobota 15. června
Okresní soud v Ostravě jednal o vzetí obviněných do vazby. V průběhu dne postupně rozhodl o uvalení koluzní vazby na Ivana Fuksu, Romana Bočka, Petra Tluchoře, Janu Nagyovou, Ondreje Páleníka i Jana Pohůnka. Milan Kovanda se k činům, z nichž byl obviněn, u soudu přiznal a má být vyšetřován na svobodě. Státní zástupce podal žádost na vzetí do vazby také Marka Šnajdra.
Premiér Nečas vydal prohlášení s omluvou za jednání Jany Nagyové, popřel, že by o něm měl povědomí a ohlásil její odchod z Úřadu vlády. Prezident Zeman se vyjádřil, že vznesená obvinění považuje za vážná a dostatečně podložená.

#### Neděle 16. června

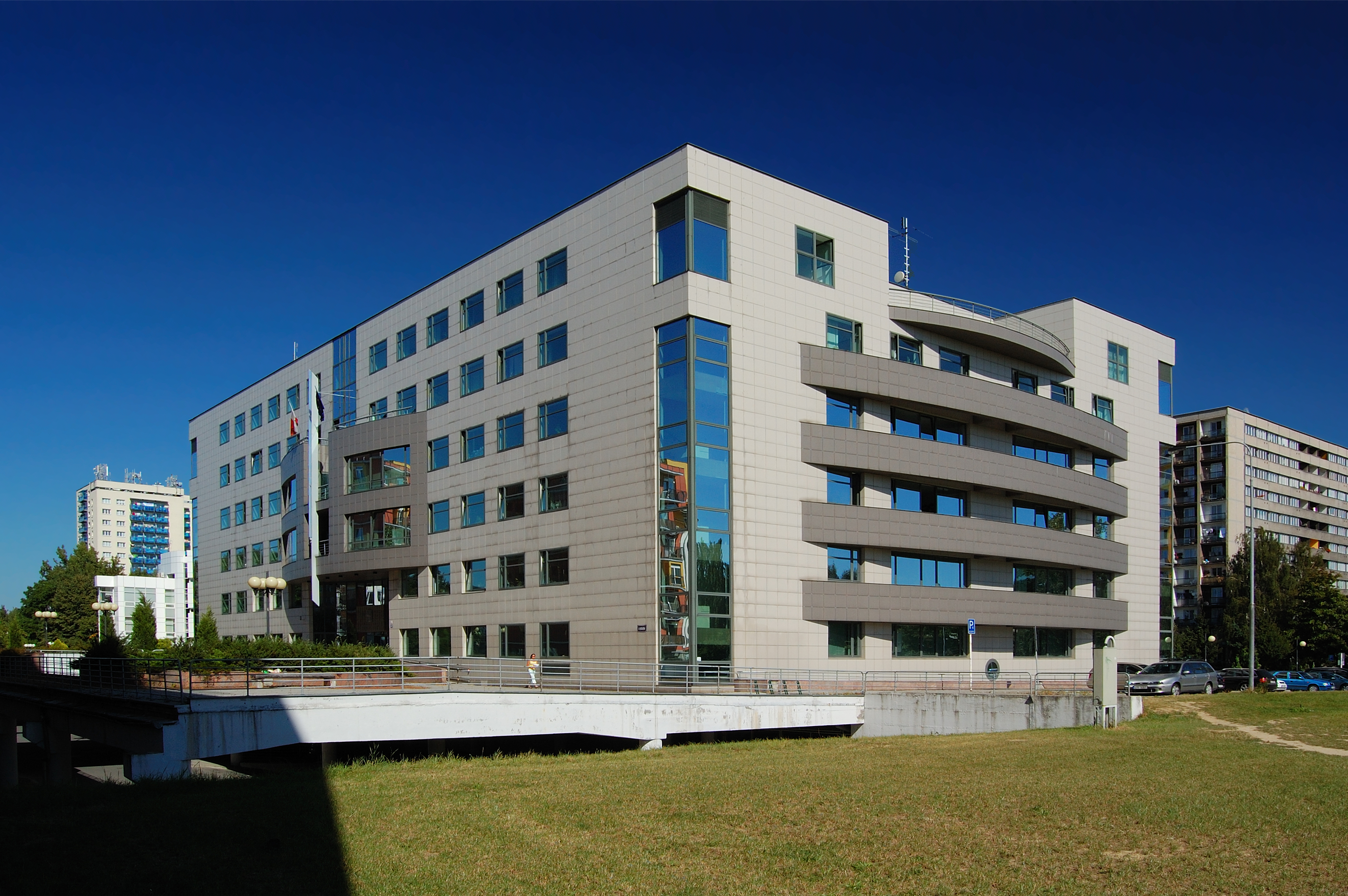
Sídlo okresního soudu v Ostravě

Okresní soud odpoledne uvalil koluzní vazbu také na Marka Šnajdra, který v době čtvrtečního zatýkání nebyl v Česku. Ten získal post předsedy dozorčí rady společnosti Čepro, poté, co se vzdal poslaneckého mandátu.
Podle pozdějších informací médií měl být Šnajdr umístěn do ostravské vazební věznice, stejně jako Nagyová a Fuksa, zatímco Tluchoř a Páleník do Vazební věznice Olomouc a Boček do vazební věznice v Brně.
Během večera probíhala jednání uvnitř ODS a poté i uvnitř vládní koalice. Premiér Petr Nečas následně oznámil, že další den, tedy v pondělí, oficiálně rezignuje na svou funkci. Spolu s ním podá demisi i celá vláda. Nečas tak vyšel vstříc rostoucí kritice z regionálních vedení ODS i vyjádřenému postoji vedení TOP 09, že chce pokračování koalice do řádných voleb i za cenu obměny premiéra.

#### Pondělí 17. června
Ministr obrany Vlastimil Picek dočasně zprostil výkonu služby ředitele Vojenského zpravodajství generálmajora Milana Kovandu a také zpravodajce plukovníka Jana Pohůnka kvůli jejich zapojení do kauzy, a to až do rozhodnutí soudu o jejich zavinění. Milan Kovanda policii přiznal sledování premiérovy manželky Vojenským zpravodajstvím, důvodem však dle něj byla bezpečnost státu. Obvinění týkající se dvou pracovníků úřadu odmítl. Pět ze sedmi vazebně stíhaných aktérů kauzy podalo stížnost, jeden si ponechal lhůtu na rozmyšlenou a jeden se tohoto práva vzdal. Podle mluvčího ostravského okresního soudu Alexandra Dadama má o stížnostech do dvou až tří týdnů rozhodnout Krajský soud v Ostravě.
Ve večerních hodinách ÚOOZ provedl v Hrusicích u Prahy domovní prohlídku u advokáta Tomáše Jindry, který je poradcem ministra zemědělství Petra Bendla a zároveň poradcem ministra průmyslu a obchodu Martina Kuby. Podle MF DNES měla prohlídka souviset s podezřením z manipulací veřejných zakázek a praním špinavých peněz kolem Iva Rittiga a Romana Janouška. Tomáš Jindra později uvedl, že jej policie vyslechla jako svědka.
Prezident Miloš Zeman se dopoledne setkal s Petrem Nečasem na zámku v Lánech. Petr Nečas oznámil, že po odchodu z čela vlády i ODS zamýšlí dokončit svůj poslanecký mandát a v příštích volbách už nebude kandidovat. Výkonná rada ODS po svém odpoledním jednání pověřila stranické grémium sestavením nové vlády na stávajícím koaličním půdorysu. Předseda ČSSD Bohuslav Sobotka po stranickém jednání prohlásil, že „ČSSD nepůjde do vlády bez voleb“. Současně odmítl vládu na půdorysu dosavadní koalice. Oznámil záměr jednat s ODS a TOP 09 o rozpuštění poslanecké sněmovny.
V 18 hodin podal předseda vlády Nečas demisi do rukou prezidenta republiky Miloše Zemana. Ten jej pověřil dalším vedením kabinetu do jmenování nové vlády. Nečas odstoupil také z postu předsedy Občanské demokratické strany.
Média v průběhu dne spekulovala o možných scénářích dalšího vývoje, o osobě možného Nečasova nástupce ve vedení ODS, o tom, zda se stávající vládní koalice dohodne na pokračující spolupráci a novém premiérovi, koho prezident pověří sestavením vlády, zda vláda získá důvěru poslanecké sněmovny, nebo jestli parlamentní opozice prosadí konání předčasných voleb. Komentátor Bohumil Doležal položil v souvislosti s celým případem kolem aféry Jany Nagyové a očekávaným odstoupením premiéra Nečase otázku, zda „se někdo zabýval podezřením, že celé obvinění může být také jen účelový slepenec, jehož smyslem není očista koalice, ale tak říkajíc politická změna“.
Ke kauze se poprvé mediálně vyjádřil i Zemanův prezidentský předchůdce Václav Klaus. Svému nástupci doporučil, aby se při výběru nového premiéra neukvapil. ODS varoval před navržením někoho blízkého odstupujícímu Nečasovi. Uvedl také, že by politici měli vzít politiku „pánům v kuklách“ zpět do svých rukou. Jako možné řešení politické krize uvedl vznik nového politického subjektu nebo transformaci některého ze stávajících.

#### Úterý 18. června
Média informovala o tom, že součástí policejních akcí předchozího týdne byla také domovní prohlídka u podnikatele Jiřího Tomana, někdejšího vedoucího odboru městského investora na Magistrátu hlavního města Prahy. On sám však policií nebyl obviněn. Prohlídka proběhla v jeho nepřítomnosti. Média informovala také o záměru policie vyslechnout úředníka ministerstva financí Libora Antoše, který měl nastoupit namísto Petra Tluchoře v dozorčí radě Českých drah.
Server E15 zveřejnil 16stránkový text obvinění bývalé vrchní ředitelky kabinetu předsedy vlády Jany Nagyové, Romana Bočka, Ivana Fuksy, Marka Šnajdra a Petra Tluchoře. V policejních odposleších figurovali podle dokumentu také předseda představenstva ČEZ Daniel Beneš či generální ředitel Českých drah Petr Žaluda, a to v souvislosti s linií vyšetřování tří poslaneckých „rebelů“. Podle dokumentu měl premiér Nečas slíbit úplatek trojici rebelujících poslanců a zajistil i jeho poskytnutí, a to podle návodu Jany Nagyové a Romana Bočka. Náměstek Vrchního státního zastupitelství v Olomouci Pavel Komár podle České televize potvrdil, že Petr Nečas je v kauze veden mezi podezřelými. Představitelé ODS Martin Kuba a Marek Benda uvedli, že pokud by policie požádala poslaneckou sněmovnu o Nečasovo vydání, poslanci ODS by nejspíš s vydáním nesouhlasili. Podle jejich výkladu se totiž nejednalo o korupční jednání. Vít Bárta naopak uvedl, že poslanci Věcí veřejných by v případě žádosti hlasovali pro vydání.
Probíhalo zasedání poslanecké sněmovny, jehož původním programem mělo být hlasování o návrhu na vyslovení nedůvěry vládě. Protože však podal premiér demisi už předchozího dne, stal se návrh bezpředmětným. Opozice však požadovala rozpuštění sněmovny a vzhledem k rozložení politických sil by rozhodnutí mohlo záviset na nezařazených poslancích. Nezařazený poslanec Radim Fiala, který také patřil k „rebelům“ uvnitř ODS, oznámil, že hodlá podpořit směřování k předčasným volbám. ČSSD požádala o svolání mimořádné schůze, kde by se mělo hlasovat o rozpuštění poslanecké sněmovny, podle představ strany nejlépe v polovině července. Vojtěch Filip uvedl, že by rozpuštění sněmovny podpořili všichni poslanci KSČM.
Představitelé ODS zatím nezveřejnili konkrétní jméno kandidáta, který by měl sestavit novou vládu stávající koalice. Podle vyjádření Martina Kuby by mělo být známo do konce týdne. Předseda poslaneckého klubu TOP 09 a starostů Petr Gazdík uvedl, že by poslanci klubu mohli přistoupit k rozpuštění sněmovny a předčasným volbám, pokud by do týdne nebyl jasný výsledek jednání o nové vládě.

#### Středa 19. června
Policie v Ostravě podruhé vyslýchala Janu Nagyovou, a to za přítomnosti advokátů dalších obviněných. Z časových důvodů byl odložen výslech Romana Bočka v Brně.
Ministr spravedlnosti Pavel Blažek uvedl, že nechá přezkoumat adekvátnost předchozích policejních zásahů. Za neadekvátní jej v rozhovoru pro Právo označil bývalý předseda vlády a ODS Mirek Topolánek.
Grémium ODS po svém jednání oznámilo záměr navrhnout jako kandidátku na vládní předsednictví stávající předsedkyni poslanecké sněmovny Miroslavu Němcovou.

#### Čtvrtek 20. června
Dopoledne na policii vypovídal ministr financí Miroslav Kalousek. Protože Český Aeroholding a Čepro, kde získali posty Fuksa a Šnajdr, spadají pod ministerstvo financí, byl to on, kdo je na místa jmenoval. Po výslechu pro média uvedl, že oběma místa nabídl až poté, co se vzdali svého poslaneckého mandátu, a u obou shledal vhodnou kvalifikaci. Podle vyjádření Tluchořova právníka Kalousek u výslechu uvedl, že s ním o postu ve státních firmách nejednal.
Nominaci Miroslavy Němcové na předsedkyni vlády potvrdila svým usnesením výkonná rada ODS i kluby senátorů, poslanců a europoslanců této strany. Média spekulovala o tom, že by Němcovou na pozici předsedkyně poslanecké sněmovny mohl nahradit místopředseda ODS Jiří Pospíšil. Ten připustil, že by o takové možnosti vážně uvažoval, tyto úvahy však označil za předčasné.

#### Pátek 21. června

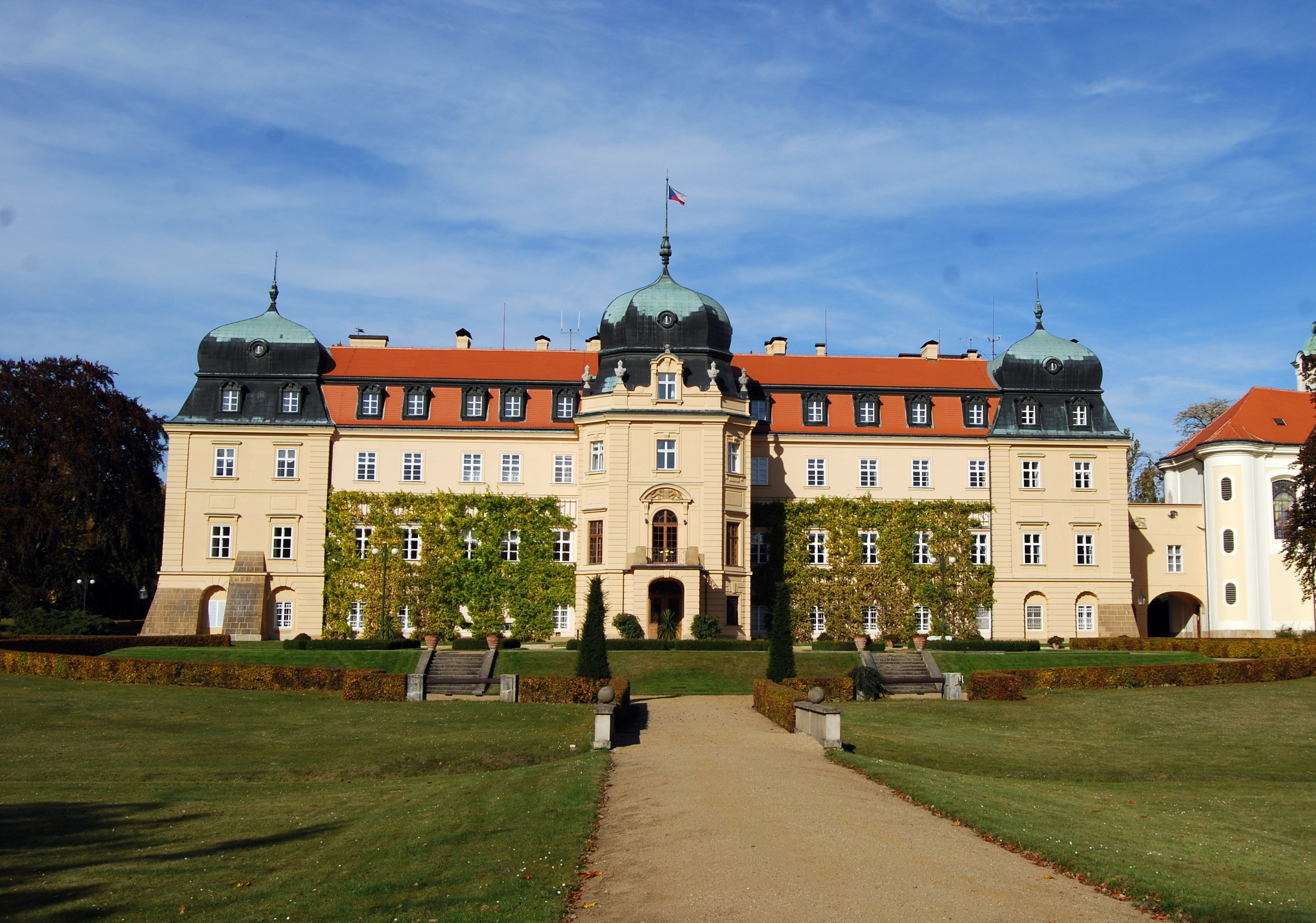
Zámek Lány, kde probíhala jednání o vládě na pozvání prezidenta

Kriminální policie vyzvala Jiřího Tomana k podání vysvětlení.
Okresní soud v Ostravě obdržel stížnost Ivana Fuksy proti vzetí do vazby. Deník MF DNES s odkazem na dokumenty soudu informoval o tom, že jsou podnikatelé Rittig a Janoušek policií podezříváni z toho, že získávali řádově desítky milionů korun z předražených zakázek státních podniků. V Rittigově případě má jít o zakázky od Lesů ČR, v Janouškově případě o projekty Povodí Vltavy.
Prezident Miloš Zeman přijal v Lánech Miroslavu Němcovou s Martinem Kubou za ODS a poté Karla Schwarzenberga s Miroslavem Kalouskem za TOP 09.

#### Sobota 22. června
V sobotu prezident přijal v Lánech nejprve předsedu KSČM Vojtěcha Filipa a místopředsedkyni Miloslavu Vostrou. Na pozdější hodinu bylo ohlášeno setkání s Bohuslavem Sobotkou a Michalem Haškem za ČSSD. Komunisté, stejně jako sociální demokraté už před setkáním uváděli, že od prezidenta požadují kroky směřující k vypsání nových voleb. Ohlášena byla také večerní schůzka ODS s TOP 09 o nominaci Miroslavy Němcové a z toho plynoucí otázky předsednického postu v poslanecké sněmovně.

#### Neděle 23. června
Ředitel ÚOOZ Robert Šlachta v televizním pořadu Otázky Václava Moravce popřel opakovaně zaznívající podezření, že by zásah policie na Úřadu vlády a na dalších místech byl nepřiměřený. Popsal také podrobněji rozsah a formu zásahu. Bývalý náčelník Vojenské zpravodajské služby, generál v záloze Andor Šándor v televizním pořadu Partie uvedl, že bývalí ředitelé Vojenského zpravodajství Páleník a Kovanda pověřili sledováním premiérovy manželky Radky Nečasové odbor vnitřní kontroly, který podle Šándora není k takové práci příslušný.
Předseda strany Věci veřejné Vít Bárta a předsedkyně poslaneckého klubu této strany Kateřina Klasnová se odpoledne setkali v Lánech s prezidentem Zemanem. Podle Bártova vyjádření jednali o policejním vyšetřování a vládní krizi.
Miloš Zeman v rozhlasovém pořadu Hovory z Lán naznačil svou preferenci tzv. „vlády odborníků“ a záměr jmenovat v úterý nového premiéra, jehož hodlal vybrat ze čtyř uvažovaných osobností. Představitelé hlavních parlamentních stran se k podpoře nebo účasti na takové vládě vyjádřili spíše skepticky s tím, že koaliční strany preferovaly spíše vládu Miroslavy Němcové a opoziční strany předčasné volby. Zeman ve stejném pořadu ocenil zásah policie a státního zastupitelství.

#### Pondělí 24. června
Policie vyslechla podnikatele a bývalého vedoucího odboru městského investora na pražském magistrátu Jiřího Tomana. Podle jeho advokáta policie prošetřovala veřejné zakázky v někdejším působišti a vztah Tomana k Romanu Janouškovi.
Zpravodajský server Lidovky.cz zveřejnil vyjádření Petra Nečase, že se Jana Nagyová scházela s Ivem Rittigem a Romanem Janouškem na jeho příkaz, aby od nich zjistila informace „z pražského podnikatelského suterénu“, které mohly být důležité pro jeho politické rozhodování. Nečas však odmítl, že by s nimi jednal sám nebo že by mu mohli podsunout své zájmy.
Podnikatel Ivo Rittig podal žalobu na místopředsedu ČSSD Lubomíra Zaorálka kvůli jeho výroku, v němž jej při svém projevu na plénu Poslanecké sněmovny označil spolu s Romanem Janouškem za lupiče. Rittigova advokátka Karolína Babáková uvedla, že hodlá „podávat žaloby proti všem výrokům, které klienta neoprávněně napadají“.
Předsedkyně strany LIDEM Karolína Peake jednala s prezidentem Zemanem na Pražském hradě o řešení vládní krize. Prezident potvrdil svá předchozí vyjádření preference tzv. úřednické vlády. Média spekulovala o osobách možných předsedů takové vlády, jejím složení a působení.

#### Úterý 25. června
Manželka předsedy vlády Radka Nečasová byla předvolána na policii k výslechu, využila však své právo nevypovídat dle § 100 trestního zákoníku.
Karolína Peake po jednání republikové rady strany LIDEM potvrdila podporu možné vládě dosavadní koalice vedené Miroslavou Němcovou, s podmínkami v programové oblasti.
Prezident republiky Miloš Zeman pověřil Jiřího Rusnoka sestavením nové vlády. S odvoláním na německé noviny Die Welt napsaly Lidové noviny ve svém onlinovém vydání, že Rusnokem sestavená vláda asi ztroskotá v parlamentě, což však prezident Zeman ve svém plánu dopředu zohlednil.

### Červenec

#### Úterý 2. července
Policie vyslýchala řidiče Úřadu vlády Jiřího Pertla a jeho přítelkyni, které podle obvinění nechala Jana Nagyová neoprávněně sledovat. Odpoledne policie vyslechla také další zaměstnankyni úřadu, Alenu Hegrovou.
Petr Nečas dopisem požádal dozorujícího státního zástupce Rostislava Bajgara, aby byl v souvislosti s kauzou sledování své manželky a dalších lidí co nejdříve policií vyslechnut. Odůvodnil to snahou neprodlužovat vazbu zadržených osob, Jany Nagyové a dalších.
Nejvyšší státní zástupce Pavel Zeman obdržel stížnosti všech obviněných proti zahájení trestního stíhání ze strany olomouckého státního zastupitelství.

#### Čtvrtek 4. července
Policie odpoledne krátce vyslechla předsedkyni poslanecké sněmovny Miroslavu Němcovou ve věci trojice bývalých poslanců ODS.

#### Pondělí 8. července
Kancelář předsedkyně Poslanecké sněmovny Parlamentu České republiky informovala, že státní zástupce Ivo Ištvan sněmovnu požádal o vydání premiéra v demisi Petra Nečase k trestnímu stíhání.
Předsedkyně Miroslava Němcová postoupila žádost mandátovému a imunitnímu výboru a vyjádřila názor, že poslanecká sněmovna rozhodne o vydání na své zářijové schůzi.

#### Úterý 9. července
Ministr spravedlnosti v demisi Pavel Blažek požádal dopisem nejvyššího státního zástupce Pavla Zemana o zodpovězení 19 otázek týkajících se případu.

#### Středa 10. července
Na policii vypovídal předseda dozorčí rady společnosti Český Aeroholding Michal Mejstřík v souvislosti s vazebně stíhaným Ivanem Fuksou.

#### Čtvrtek 11. července
Podnikatel Roman Janoušek byl jako podezřelý podat vysvětlení na policii, obviněn však nebyl. Policie vyslýchala také člena dozorčí rady Čepra Jana Klecha.
Vrchní žalobce Ivo Ištvan v České televizi uvedl, že by všechny výslechy v kauze mohly být ukončeny do poloviny srpna. Potvrdil, že o vydání Petra Nečase ke stíhání bylo požádáno jen v souvislosti s tzv. politicko-korupční částí kauzy.

#### Pátek 12. července
K policejnímu výslechu byl pozván bývalý předseda vlády Petr Nečas, a to v souvislosti s jeho rolí v politicko-korupční části kauzy. Česká tisková kancelář uvedla s odvoláním na zdroj účastnící se výslechu, že vyšetřovatelé výslech přerušili, aby vyčkali na rozhodnutí poslanecké sněmovny o Nečasově vydání k trestnímu stíhání. Poté by jej chtěli vyslechnout jako obviněného. Petr Nečas případ po výslechu označil za vykonstruovaný politický proces. Vrchní státní žalobce Ivo Ištvan jeho kritiku odmítl. Při té příležitosti informoval, že už policie dosud vyslechla 28 lidí a v dalších výsleších pokračuje.
Už dopoledne vypovídal na policii také poslanec ODS Boris Šťastný. Podle jeho vyjádření se policisté zajímali o okolnosti schvalování daňových zákonů. Policie vyslechla rovněž náměstka ministra financí a místopředsedu pražské ODS Zdeňka Zajíčka, a to v souvislosti s jeho působením na ministerstvu a hospodařením se státním majetkem.

#### Sobota 13. července
Petr Nečas v deníku Právo přiznal svůj vztah s Janou Nagyovou. Uvedl, že za ní jednoznačně stojí a se vztahem s ní počítá i do budoucna.

#### Pondělí 15. července
Jana Nagyová byla z vazební věznice převezena k Obvodnímu soudu pro Prahu 1, aby vypovídala jako svědkyně v případu zveřejnění svých odměn na úřadu vlády. Předvolán byl jako svědek i Petr Nečas, který se však písemně omluvil z rodinných důvodů.
Mluvčí ostravského krajského soudu Lucie Böhmová oznámila, že soudní senát nadále studuje spisový materiál a rozhodnutí o stížnostech na vazbu očekává nejdříve koncem týdne.

#### Úterý 16. července
Jan Pohůnek požádal ostravský okresní soud o propuštění z vazby. Jako jediný ze zadržovaných předtím nepodal proti vazbě stížnost. Mluvčí soudu Alexandr Dadam informoval, že se soud má žádostí zabývat ve středu 17. července.

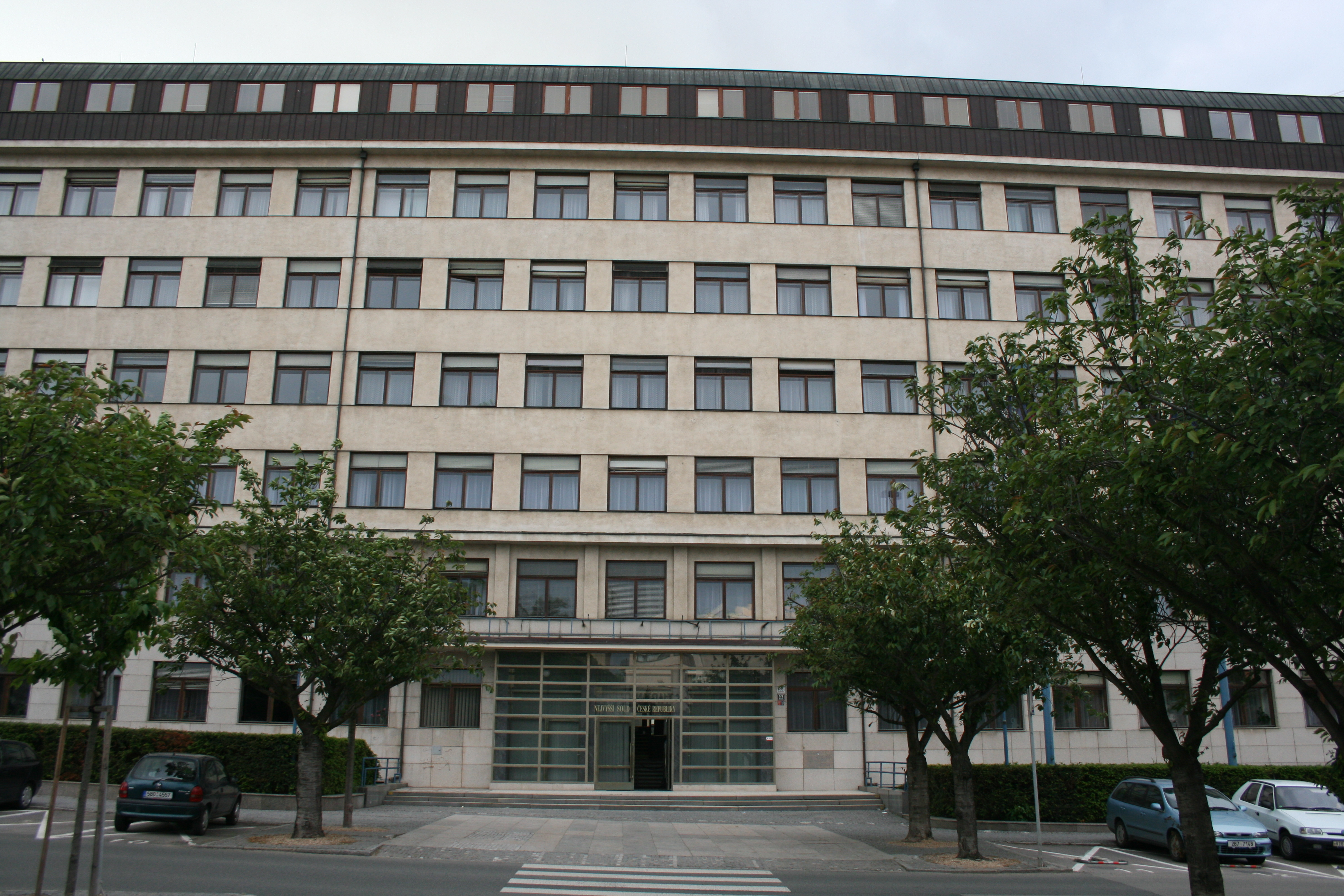
Budova Nejvyššího soudu ČR v Brně

Nejvyšší soud ČR rozhodl o návrzích na vynětí vazebně stíhaných bývalých poslanců Marka Šnajdra a Petra Tluchoře z pravomoci orgánů činných v trestním řízení. Rozhodnutí odůvodnil tím, že poslance chrání imunita, vztahující se na výkon poslaneckého mandátu, do něhož soud řadí i různé politické dohody či politická rozhodnutí. Nelze je tedy stíhat za kroky, které učinili ještě před svou poslaneckou rezignací. Činy následující po rezignaci už soud neposuzoval. Rovněž neposuzoval případ Ivana Fuksy, který se na něj neobrátil. Rozhodnutí Nejvyšší soud přijal ve tříčlenném senátu, tvořeném soudci Vladimírem Jurkou (předseda senátu ve věci Marka Šnajdra), Petrem Šabatou (předseda senátu ve věci Petra Tluchoře) a Pavlem Šilhaveckým, přičemž se opřel o předchozí rozhodnutí ve věci obžalovaného Víta Bárty, kde rozhodli soudci Antonín Draštík, Karel Hasch a Stanislav Rizman.
Vrchní státní zástupce Ivo Ištvan potvrdil bezodkladné zpracování příkazů k propuštění z vazby. Ve večerních hodinách byli všichni tři propuštěni – Ivan Fuksa a Marek Šnajdr z ostravské a Petr Tluchoř z olomoucké vazební věznice.
Petr Nečas vydal prohlášení, v němž požadoval, aby byl případ nejvyšším státním zástupcem Pavlem Zemanem odebrán Vrchnímu státnímu zastupitelství v Olomouci a aby nová ministryně spravedlnosti Marie Benešová podala návrh na kárné řízení se státními zástupci Ivem Ištvanem a Rostislavem Bajgerem. Samotné státní zástupce vyzval k rezignaci.
Vrchní státní zástupce Ivo Ištvan v České televizi uvedl, že žádost o vydání expremiéra Nečase bude stažena, neboť není možné přikročit k jeho trestnímu stíhání, dokud se nevyřeší otázka rozsahu poslanecké imunity členů Sněmovny.
Prezident Miloš Zeman později v Senátu České republiky prohlásil, že v důsledku propuštění bývalých poslanců Tluchoře, Šnajdra a Fuksy z vazby ztratil důvěru v Nejvyšší soud ČR.

#### Středa 17. července
Proběhl policejní výslech svědka Miroslava Dvořáka, předsedy představenstva Českého Aeroholdingu. Právní zástupce Marka Šnajdra Lukáš Trojan, který se výslechu účastnil, vznesl námitky proti jeho zákonnosti s ohledem na předchozí výrok Nejvyššího soudu.
Okresní soud v Ostravě zamítl žádost Jana Pohůnka o propuštění z vazby. Pohůnkův právní zástupce Michal Hráský uvedl jako důvod skutečnost, že ještě nebyli vyslechnuti všichni utajení svědci. Jeden výslech měl podle jeho vyjádření proběhnout týž den, další dva v pátek 19. července. Proti rozhodnutí soudu podal stížnost, o níž by měl rozhodnout Krajský soud v Ostravě. Ten rozhoduje i o stížnostech na vazbu ostatních obviněných. Právě rozhodnutí krajského soudu o stížnostech uvedl Hránský jako druhý důvod soudu k zamítnutí Pohůnkovy žádosti.
Ivo Ištvan se vyjádřil, že trestní stíhání stále pokračuje a žalobci budou zkoumat rozsah poslanecké imunity v případě tří zadržených a následně propuštěných exposlanců. Uvedl, že zastupitelství požádá Nejvyšší soud ČR, aby upřesnil, zda se jejich vyjmutí z působnosti orgánů činných v trestním řízení týká i jednání mimo sněmovnu. Poukázal přitom na obdobné rozhodnutí téhož soudu v případu Víta Bárty a Jaroslava Škárky, podle nějž se vynětí vztahuje pouze na jednání na půdě sněmovny. Uvedl také, že chce vrchní státní zastupitelství v řádu týdnů přeformulovat obžalobu tří exposlanců a zpřesnit místa, na kterých údajně docházelo ke korupci mimo půdu poslanecké sněmovny.
Mandátový a imunitní výbor Poslanecké sněmovny PČR na týden přerušil jednání o vydání Petra Nečase k trestnímu stíhání, a to v návaznosti na avizované stažení žádosti ze strany vrchního zastupitelství. Předsedkyně sněmovny Miroslava Němcová krátce nato potvrdila, že storno žádosti obdržela a postoupila jej mandátovému a imunitnímu výboru.
V médiích probíhala diskuse o tom, zda představuje výrok Nejvyššího soudu ČR příliš extenzivní výklad ústavy a zda by byl přezkoumatelný Ústavním soudem. Názory citovaných teoretických i praktických právníků a politiků se však různily. V reakci na veřejnou debatu vydal Nejvyšší soud ČR prohlášení, v němž odmítl některé zaznívající názory, že by soud svým rozhodnůutím „posvětil beztrestnost jednání poslanců spočívající například v krádežích, vydírání, násilném jednání a podobných trestných činech, pokud k nim dojde v prostorách Poslanecké sněmovny“.
V reakci na Nečasovu výzvu uvedl Ivo Ištvan, že by rezignace měla být vázána na porušení povinností, čehož se dle vlastních slov nedopustil. Rezignovat proto odmítl. Odvolání vrchního státního zástupce odmítla také ministryně spravedlnosti Marie Benešová a obdobné výzvy označila za politický nátlak. Uvedla, že státní zástupci měli jen jiný právní názor než Nejvyšší soud, podle něhož jsou imunitou chráněny i politické dohody a kompromisy, a že je nelze odvolat jen na základě odlišného právního názoru.
Petr Nečas na tiskové konferenci emotivně reagoval na snahu státního zastupitelství přeformulovat obvinění exposlanců ODS na jednání mimo poslaneckou sněmovnu. Kritizoval i ministryni Benešovou za to, že odmítla Ištvana odvolat. Mimo jiné uvedl: „Státní zástupce nemá právo nikoho nezákonně uvrhnout do vazby, jakýkoli státní zástupce nemá právo kohokoli nezákonně obvinit. A my a paní ministryně spravedlnosti nemáme právo se tvářit, že když byl někdo obviněn a nezákonně uvržen do vazby, že se prostě nic neděje a jde jen o střet právních názorů.“ Nečasovu kritiku podpořil i poslanecký klub ODS. Místopředseda poslanecké sněmovny a ČSSD Lubomír Zaorálek naopak označil jeho projev za nepřípustný nátlak a zneužití funkce ústavního činitele. V komentáři na svých webových stránkách reagoval také Václav Klaus, který varoval před snahou „skupiny prokurátorů a policistů kriminalizovat politická jednání a politické dohody“. Namísto – dle něj nedostatečné – personální změny vyzval k zásadní změně systémové.
Server Týden.cz zveřejnil dopis třicetileté dcery Jany Nagyové, Nikoly, kterým se obrátila na předsedu senátního podvýboru pro lidská práva, senátora Jiřího Čunka. Vyčetla policii nedodržování presumpce neviny její matky a podmínky v cele předběžného zadržení. Čunek dopis označil za závažný podnět a přislíbil prošetření. Generální inspekce bezpečnostních sborů žádný podnět v této věci neobdržela. Mluvčí ÚOOZ Pavel Hanták záležitost nekomentoval a vězeňská služba případné pochybení odmítla.

#### Čtvrtek 18. července
Roman Boček byl převezen z brněnské vazební věznice do pražského sídla ÚOOZ v ulici Na Perštýně k dalšímu výslechu. Podle Šnajdrova advokáta Lukáše Trojana však Boček využil svého práva nevypovídat s poukazem na to, že Nejvyšší státní zastupitelství doposud nerozhodlo o jeho stížnosti proti obvinění.
Nejvyšší soud ČR odpoledne odeslal advokátům a státním zástupcům podrobné odůvodnění svého úterního verdiktu.
Robert Šlachta z ÚOOZ odmítl výzvu politiků ke svému odstoupení. Nejvyšší státní zástupce Pavel Zeman uvedl, že některé výroky politiků překračují hranici osobních útoků či nátlaku. Unie státních zástupců vydala prohlášení, jímž se proti některým výrokům ohradila s tím, že „jakákoli kritika postupu státních zástupců ze strany aktivních politiků by měla být zdrženlivá, korektní, odborná, věcná a nesmí být nátlakem a osobním napadáním jednotlivých státních zástupců“.
Internetový deník Insider informoval, že osmičlenný tým policistů a státních zástupců čelí celkem 27 trestním oznámením, která podali advokáti osob vyšetřovaných či prověřovaných v rámci kauzy. Jejich postup tak přešetřuje Generální inspekce bezpečnostních sborů.

#### Pátek 19. července
Krajský soud v Ostravě jednal od osmi hodin neveřejně a bez účasti advokátů o stížnostech podaných proti vazbě. Krátce po desáté hodině jim vyhověl a rozhodl o propuštění Jany Nagyové, Romana Bočka a Ondreje Páleníka z vazby. Dle uvážení soudu již pominuly důvody koluzní vazby a nehrozí, že by při pobytu na svobodě ovlivňovali svědky. Nadále by měli být stíháni na svobodě. Mluvčí soudu také uvedla, že rozhodnutí neznamená, že by Okresní soud v Ostravě při dřívějším rozhodnutí o vzetí do vazby pochybil.
Kolem půl jedné Jana Nagyová opustila vazební věznici v Ostravě, kde ji vyzvednul expremiér Petr Nečas. Už v poledne opustil Ondrej Páleník věznici v Olomouci a kolem jedné hodiny i Roman Boček věznici v Brně.
Na pokyn Vrchního státního zastupitelství v Olomouci v pozdějších odpoledních hodinách opustil brněnskou vazební věznici i Jan Pohůnek. Jeho právní zástupce Michal Hráský potvrdil, že hodlá podat návrh na zastavení trestního stíhání.
Podle státního zástupce Ištvana proběhly téhož dne další výslechy svědků s utajenou identitou a některé další byly naplánovány na příští týden. O chystaných výsleších utajených svědků informoval již o týden dříve, 12. července internetový server iHNed.cz, tehdy ještě bez oficiálního potvrzení vyšetřovatelů.
ČTK uvedla, že by podle jejích informací měli být následující týden policií vyslechnuti i poslanci Tomáš Úlehla a Jan Florián, kteří také patřili mezi rebelující poslance, dále generální ředitel Českých drah Petr Žaluda a generální ředitel ČEZ Daniel Beneš. V dalším týdnu by pak měli následovat ministr obrany Vlastimil Picek, jeho předchůdce Alexandr Vondra a úřadující předseda ODS Martin Kuba.
Média s odkazem na nejmenovaný důvěryhodný zdroj zveřejnila dokument označený za usnesení Nejvyššího soudu ČR o vynětí Marka Šnajdra z pravomoci orgánů činných v trestním řízení, a to včetně odůvodnění.

#### Sobota 20. července
Deník Právo informoval, že podnikatele Ivo Rittiga má v souvislosti s kauzou nově zastupovat bývalý vrchní státní zástupce Vlastimil Rampula. Rampulův někdejší náměstek Libor Grygárek přitom rovněž figuruje ve vyšetřování jako jeden z podezřelých v rámci skupiny, která měla ovlivňovat veřejné zakázky. Vlastimil Rampula potvrdil, že mu Rittig udělil plnou moc k zastupování, problematičnost vazby na Grygárka však popřel.
Ředitel Útvaru pro odhalování organizovaného zločinu Robert Šlachta v rozhovoru pro deník MF DNES uvedl, že s postupným propuštěním všech zadržovaných z vazby souhlasí, neboť většina svědků už byla vyslechnuta. Vyjádřil osobní přesvědčení, že všichni obvinění skončí u soudu.

#### Neděle 21. července
Ivo Ištvan v Otázkách Václava Moravce uvedl, že považuje za téměř jisté zastavení trestního stíhání tří bývalých poslanců Nejvyšším státním zastupitelstvím, a to s ohledem na předchozí rozhodnutí Nejvyššího soudu ohledně jejich imunity. Kauza by se tak vrátila zpět do stadia prověřování. Státní zástupci podle Ištvana analyzují, bude-li možné znovu zahájit stíhání tak, aby bylo v souladu s rozhodnutím soudu. V takovém případě by opět požádali také o vydání Petra Nečase. Ištvan také uvedl, že v případu údajného zneužití Vojenského zpravodajství by mohla být podána obžaloba do konce září.
Senátorka Eliška Wagnerová tamtéž uvedla, že chce iniciovat podání senátního návrhu k Ústavnímu soudu ČR, aby zrušil ustanovení trestního řádu, které se týká imunity poslanců a senátorů a na jehož základě Nejvyšší soud vyňal exposlance z pravomoci orgánů trestního stíhání.
Expremiér Petr Nečas v rozhovoru pro časopis Týden uvedl, že plánoval koncem léta zveřejnit svůj záměr odejít z politiky a pouze dokončit poslanecký mandát, a rovněž že jeho přítelkyně Jana Nagyová chtěla oznámit odchod z funkce vrchní ředitelky jeho kabinetu. Vyjádřil také domněnku, že tento záměr musel být vyšetřovatelům z odposlechů jasný a že se mohl stát důvodem ke spuštění červnové policejní akce. Státní zástupci v Česku dle něj začali systematicky odstřelovat ústavní činitele a politiky kvůli existenci společenské poptávky. Zmínil i své podezření o existenci kontaktů Ivo Ištvana na některé představitele ČSSD, jmenovitě např. Lubomíra Zaorálka.

#### Pondělí 22. července
Média s odkazem na nejmenovaný důvěryhodný zdroj zveřejnila také druhý dokument, označený za usnesení Nejvyššího soudu ČR o vynětí Petra Tluchoře z pravomoci orgánů činných v trestním řízení včetně odůvodnění.

#### Úterý 23. července
Vyšetřovatelé vyslechli poslance ODS Tomáše Úlehlu a Jana Floriána v části týkající se údajné politické korupce.

#### Středa 24. července
Vláda Jiřího Rusnoka stáhla z projednávání návrh zákona o státním zastupitelství. Nový zákon měl krom jiného zrušit vrchní státní zastupitelství v Praze a Olomouci a zavést zvláštní protikorupční útvar. Ministryně spravedlnosti Marie Benešová však už 16. července po setkání s nejvyšším státním zástupcem Pavlem Zemanem a s vrchními zástupci Lenkou Bradáčovou a Ivem Ištvanem uvedla, že chce zákon přepracovat a předložit znovu. Mezi výhradami uvedla chybějící samostatný rozpočet státního zastupitelství a potřebu zavedení systému výsluh. Pavel Zeman navrhovaný zákon podpořil, stejně jako Lenka Bradáčová z pozice prezidentky Unie státních zástupců.
Návrh zákona již 12. června prošel v poslanecké sněmovně prvním čtením, někteří poslanci k němu však měli výhrady a ohlásili, že jej budou chtít upravit. Expremiér Petr Nečas dne 17. července naznačil možnou souvislost projednávaného návrhu zákona s policejními akcemi, které stály na počátku kauzy Nagyová. Ivo Ištvan si podle jeho spekulace mohl chtít tímto krokem zachránit vlastní pozici nebo se mohl snažit „trumfnout“ svoji pražskou kolegyni Lenku Bradáčovou a připravit si pro případ schválení zákona cestu do vedení protikorupčního útvaru. Ironicky se k možné souvislosti vyjádřil dříve i exministr spravedlnosti Pavel Blažek.

#### Čtvrtek 25. července
Prezident Miloš Zeman přijal na Pražském hradě vrchního státního zástupce Iva Ištvana, jeho práci ocenil a vyjádřil mu podporu. Kritiku zaznívající od expremiéra Nečase označil za „rétoriku potrefených hus“ a vyslovil s ní nesouhlas. Prezidentovo gesto kritizoval mimo jiné místopředseda TOP 09 Miroslav Kalousek, který je označil za přiznání souvislosti mezi policejním zásahem a Zemanovým úsilím o politické změny. Podle sociálně-demokratického předsedy senátu Milana Štěcha bylo pozvání na místě. Senátorka Eliška Wagnerová pozvání Ištvana k prezidentovi označila za splnění moderátorské, komentátorské a neutralizátorské role prezidenta. ČTK citovala domněnku politologa Jana Outlého, že Zeman pozváním Ištvana sledoval jen vlastní mediální obraz.

#### Pátek 26. července
Nejvyšší státní zástupce Pavel Zeman nezastavil zcela trestní stíhání v kauze Nagyová, zrušil však usnesení o zahájení trestního stíhání tří bývalých poslanců ODS Marka Šnajdra, Petra Tluchoře a Ivana Fuksy v případu údajné politické korupce a spis vrátil Vrchnímu státnímu zastupitelství v Olomouci k novému rozhodnutí. Rozhodl tak o stížnostech obviněných exposlanců proti trestnímu stíhání. Dle vlastního vyjádření při tom zohlednil a aplikoval předchozí rozhodnutí Nejvyššího soudu o jejich vynětí z pravovomoci orgánů činných v trestním řízení, ačkoli je označil za překvapivé a nepředvídatelné. Upřesnil, že se imunita na poslance vztahovala pouze do chvíle složení mandátu a „jednání po 7. listopadu tedy může být předmětem trestního řízení“.
Stíhání ve věci údajného zneužití Vojenského zpravodajství však Pavel Zeman nezrušil. Stejně tak nezrušil stíhání Jany Nagyové a Romana Bočka. V jejich případě však označil za nutné provést změnu v původní právní kvalifikaci „návod k trestnému činu zneužití pravomoci úřední osoby“. Obhájci exposlanců Šnajdra a Tluchoře kritizovali postup nejvyššího státního zástupce, který podle nich měl stíhání zcela zastavit, ne jen zrušit obvinění.

### Srpen
7. srpna 2013 prezident Miloš Zeman v projevu před PSP pronesl „Jak se ukazuje, základem vyšetřování není stíhání tří exposlanců pro údajnou korupci ani prověřování nezákonnosti kolem Vojenského zpravodajství, ale postupné odhalování některých politiků a politických struktur s tím, co bych nezdvořile nazval kmotrovskými mafiemi“. Odkázal také na rozhovor olomouckého státního zástupce Iva Ištvana pro Hospodářské noviny a jeho slova, že je možné čekat senzaci. Ani jedno z tvrzení se dosud neprokázalo.
Státní zástupce Vrchního státního zastupitelství v Olomouci 12. srpna 2013 podal Nejvyššímu soudu návrh na rozhodnutí v otázce, v jakém přesně rozsahu jsou podezřelí tři poslanci a expremiér Nečas vyňati z pravomoci orgánů činných v trestním řízení. Poukázal přitom na to, že podle šetření měly probíhat tajné schůzky nejen na půdě parlamentu. Uvedl několik míst v Praze včetně Úřadu vlády, Kramářovy vily, budovy Českých drah, také v Hrzánském paláci, v restauraci Vojanův dvůr, ale i na brněnském Výstavišti a ve dvou brněnských hotelech. Účastníci schůzek mezi sebou údajně hovořili šifrovaným jazykem a předem domluvenými hesly.
Policie provedla 27. srpna výslech úřadujícího předsedy ODS Martina Kuby, a to zejména v linii údajného podplacení tří exposlanců a v souvislosti s jeho setkáním s Ivo Rittigem.
Prezident Miloš Zeman 28. srpna podepsal rozhodnutí o rozpuštění Poslanecké sněmovny Parlamentu České republiky, které bylo ještě téhož dne vyhlášeno ve Sbírce zákonů a vešlo tak v platnost. Prezident tak učinil na základě předchozího usnesení sněmovny ze dne 20. srpna. Petr Nečas tak spolu s ostatními přestal být poslancem.

### Září
Na zámku Mcely se v odpoledních hodinách 21. září 2013 oženil Petr Nečas s Janou Nagyovou poté, co se v srpnu rozvedl se svou předchozí manželkou Radkou.
Jana Nečasová (dříve Nagyová) se 24. září dostavila k výslechu do pražského sídla ÚOOZ, odmítla však vypovídat. Její právní zástupce Eduard Bruna uvedl jako důvod, že se necítila ve formě a potřebovala si utřídit poznatky ze svého stíhání.

### Říjen
Marek Šnajdr 2. října 2013 rezignoval na své místo v dozorčí radě společnosti Čepro, aby firma v souvislosti s kauzou nebyla mediálně poškozována. Ministr financí v demisi Jan Fischer už dříve avizoval, že by ho chtěl odvolat.
Dne 9. října někdejší vedoucí Úřadu vlády Lubomír Poul odmítl svou svědeckou výpověď v kauze.
Důstojník vojenské tajné služby Jan Pohůnek se 21. října dostavil k dalšímu výslechu. Státní zastupitelství rozšířilo jeho obvinění o trestný čin zneužití pravomoci úřední osoby. Podle obvinění měl navrhnout, aby sledování Nečasovy manželky a dvou zaměstnanců Úřadu vlády prováděla soukromá agentura, a tu pak přes prostředníka sehnat. Faktury agentury pak hradilo Vojenské zpravodajství. Pohůnkův advokát Michal Hráský podal proti obvinění stížnost.
Policie 22. října pokračovala výslechem bývalého ředitele Vojenského zpravodajství Milana Kovandy. Jeho obvinění ze zneužití pravomoci úřední osoby rozšířila o porušení povinnosti při správě cizího majetku, a to v návaznosti na rozšířené obvinění Jana Pohůnka. Kovandův právní zástupce Jiří Matzner podal proti novému obvinění stížnost.
Podle předchozího oznámení olomouckého státního zástupce Pavla Komára se 24. října měl uskutečnit výslech Kovandova předchůdce Ondreje Páleníka.
Nejvyšší soud 31. října rozhodl o žádosti Vrchního státního zastupitelství v Olomouci ze dne 12. srpna 2013. Podle soudu je třeba vnímat všechna jednání exposlanců Tluchoře, Fuksy a Šnajdra směřující k jejich vzdání se mandátu 7. listopadu 2012 jako celek a nelze je stíhat ani za ta jednání, která probíhala mimo prostory Poslanecké sněmovny. Soud zároveň rozhodl, že expremiér Petr Nečas není z pravomoci orgánů činných v trestním řízení vyňat a za případné trestné činy jej stíhat lze, protože po rozpuštění sněmovny už nebyl chráněn procesní imunitou podle čl. 27 odst. 4 Ústavy (na rozdíl od tří exposlanců, kteří díky vzdání se mandátu byli kryti indemnitou podle čl. 27 odst. 2 Ústavy). Proti rozhodnutí Nejvyššího soudu není žádný opravný prostředek přípustný.

## Další vývoj v roce 2014

### Leden
Média 9. ledna 2014 informovala o tom, že Nejvyšší státní zastupitelství zamítlo žádosti o přezkoumání postupu policie a žalobců ve věci údajného zneužití Vojenského zpravodajství, které podali Milan Kovanda, Ondrej Páleník a Jan Pohůnek. Ti si v prosinci 2013 prostřednictvím svých právních zástupců stěžovali na to, že byl k vypracování odborného vyjádření přizván policejní Útvar zvláštních činností, přestože pracuje odlišně než armádní složky. Nejvyšší státní zastupitelství však neshledalo napadený procesní postup nezákonným ani nedůvodným.
Exposlanci ODS Petr Tluchoř, Marek Šnajdr a Ivan Fuksa 16. ledna požádali ministerstvo spravedlnosti o odškodné za údajnou morální újmu, za vazbu, stíhání, ušlý výdělek a náklady na právní služby, každý ve výši přibližně 4 milionů korun. Média o tom informovala v pondělí 21. ledna. O záměru požádat o odškodnění informovali advokáti už v listopadu 2013.
Česká advokátní komora 24. ledna vrátila Rittigovu advokátu Tomáši Jindrovi zapečetěné a u ní uložené věci. Šlo mimo jiné o počítač, nosiče dat a dokumenty, které policie zabavila při Jindrově květnové domovní prohlídce v Hrusicích u Prahy. Už v září 2013 komora odmítla věci vyšetřovatelům předat kvůli povinnosti advokátů zachovávat mlčenlivost, kterou dle jejího výkladu nezrušil příslušný krajský soud. Ten byl požádán o vydání souhlasu s nahlížením okresním soudem, který nařídil domovní prohlídku.
Téhož dne Petr Nečas – podle pozdějšího vyjádření – podal na Generální inspekci bezpečnostních sborů trestní oznámení na Roberta Šlachtu.

### Únor

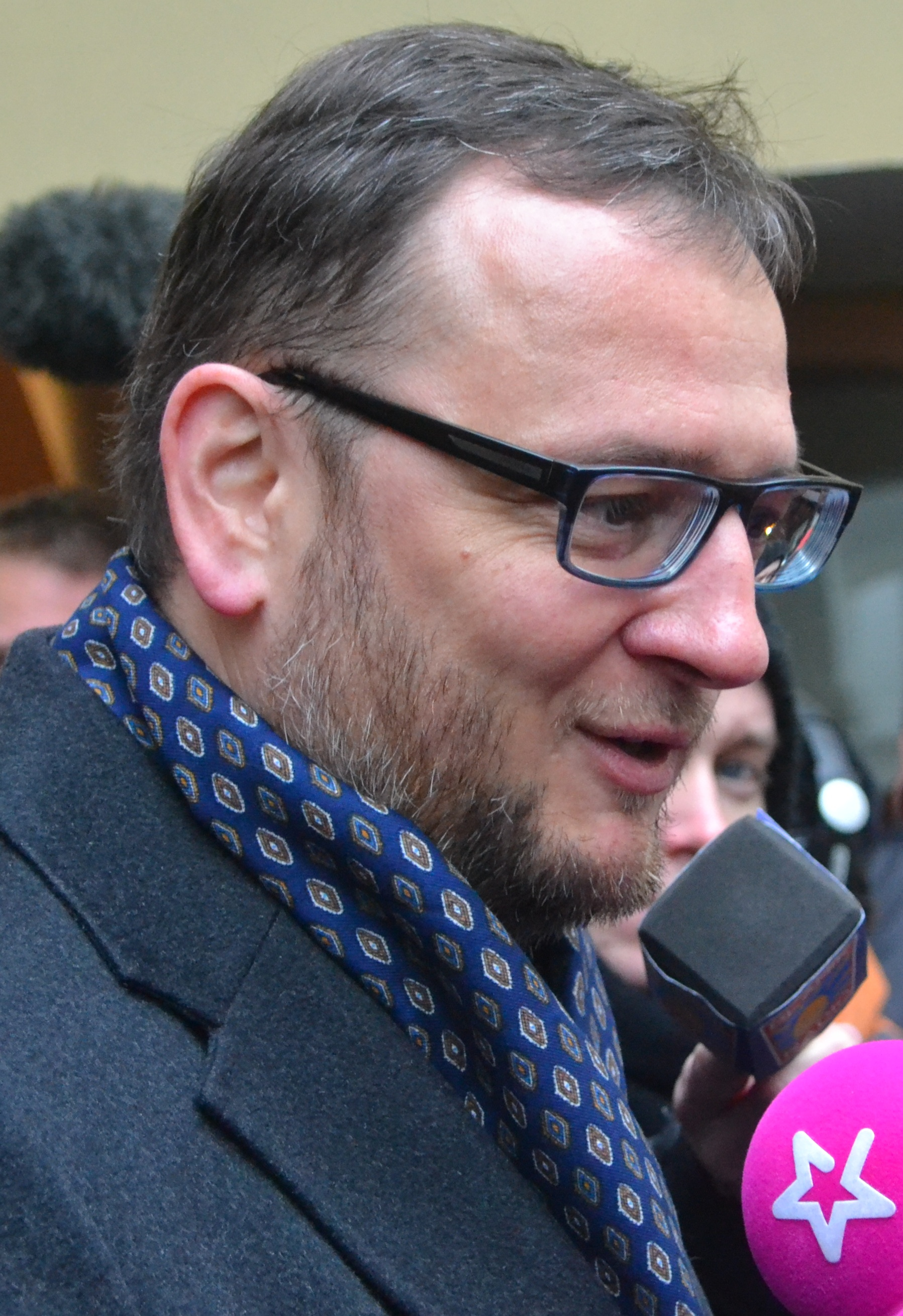
Petr Nečas ke konci roku 2013

Policie 11. února 2014 obvinila z podplácení expremiéra Petra Nečase. Jeho obhájce Josef Lžičař uvedl, že nejspíš podá proti obvinění stížnost a bude požadovat také vyjádření Nejvyššího soudu. Sám Nečas vyslovil domněnku, že se mu tím policie mstí za trestní oznámení, které 24. ledna podal na ředitele ÚOOZ Roberta Šlachtu.
Státní zástupce Vrchního státního zastupitelství v Olomouci Ivo Ištvan vydal usnesení, kterým byl Nečas obviněn už ve středu 5. února 2014. Doručeno bylo obviněnému 11. února odpoledne kolem 17. hodiny. Žalobce na webových stránkách zastupitelství uvedl, že kauza má dát odpověď na otázku, „zda v procesu projednávání a schvalování zákonů, které ovlivňují život všech občanů, se mají poslanci ve smyslu svého ústavního slibu řídit svým nejlepším vědomím a svědomím a mandát vykonávat v zájmu všeho lidu, nebo zda a nakolik je přípustné, aby jejich rozhodování mohlo být ovlivňováno slibem nebo poskytnutím osobních výhod.“
Detektivové ÚOOZ 12. února provedli prohlídku jednoho z obchodů v pražské Pařížské ulici, luxusního zlatnictví Cartier, a to kvůli šperkům v hodnotě řádově milionů korun, které dříve našli u Jany Nagyové. Policisté hledali doklady o jejich ceně a nákupu.
Policie 13. února ráno v Praze zatkla podnikatele Ivo Rittiga a obvinila jej z trestného činu praní špinavých peněz. Podle médií policie zatkla také jeho advokáta Davida Michala, jednatele společnosti Neograph Jana Janků, právníka Petera Kmeťa a další zatykač vydala na právníka Marka Stubleyho, toho času pobývajícího v zahraničí. To vše v souvislosti s jinou kauzou, v níž měl být poškozen Dopravní podnik hl. m. Prahy při zakázce na výrobu papírových jízdenek. Deník iDNES.cz uvedl, že při vyšetřování vedoucímu k zatčení pomohly i některé důkazy, které policie zadržela při domovní prohlídce v Rittigově vile v létě 2013. Deník Aktuálně.cz téhož dne citoval ředitele ÚOOZ Roberta Šlachtu, že se policii dosud nepodařilo dešifrovat data v počítačích zabavených při prohlídce. Pražská vrchní státní zástupkyně Lenka Bradáčová uvedla, že „skutkově spolu tyto kauzy nesouvisejí“. Bývalý ředitel tajné služby a člen správní rady Nadačního fondu proti korupci Karel Randák uvedl: „Policie vyšetřovala obě kauzy zhruba stejně dlouho. Rok a půl až dva roky se soustředila na větev případu Jany Nagyové, tak šetřila dopravní podnik. Já myslím, že výhledově se obě kauzy spojí právě přes Ivo Rittiga.“
Advokát Petra Nečase podal 14. února stížnost proti obvinění jeho klienta. Později také uvedl, že bude požadovat zopakování všech dosud provedených důkazů včetně výslechů podezřelých i svědků, neboť se změnil Nečasův status ze svědka na obviněného, a tudíž by měl mít právo účastnit se všech úkonů a klást vyslýchaným otázky.
Petr Nečas odmítl vypovídat u policejního výslechu 25. února, k němuž byl jako obviněný předvolán, a to až do doby, kdy Nejvyšší státní zastupitelství rozhodne o jeho o jeho stížnosti proti obvinění.
Generální inspekce bezpečnostních sborů téhož dne oznámila, že nezjistila podezření ze spáchání trestného činu tím, že došlo ke zveřejnění části videozáznamu ze zatýkání Jany Nagyové. Trestním oznámením, které kvůli zveřejnění dříve podal Petr Nečas na šéfa ÚOOZ Roberta Šlachtu, se ještě měl zabývat odbor vnitřní kontroly policejního prezidia, který prověřoval, jestli nemohlo dojít ke spáchání kázeňského nebo jiného přestupku.

### Březen
Policie 4. března 2014 obvinila podnikatele Iva Rittiga kvůli úniku informací z Bezpečnostní informační služby (BIS). Podle některých médií byly obviněny i další osoby včetně Jany Nečasové (Nagyové), která měla Rittigovi předávat některé materiály tajných služeb. Nečasová však převzala usnesení o zahájení trestního stíhání až na druhý den na policejní služebně ÚOOZ v Praze na Perštýně. Obviněna byla z trestného činu ohrožení utajované informace. Obviněn byl i advokát a Rittigův obchodní partner Tomáš Jindra, který měl oběma v této věci napomáhat, a právník David Michal z kanceláře MSB Legal.
Úřad pro ochranu osobních údajů 6. března zahájil správní řízení s ministerstvem vnitra jako správcem osobních údajů kvůli zveřejnění části videozáznamu ze zatýkání Jany Nagyové, který v prosinci 2013 poskytl Robert Šlachta pořadu České televize Otázky Václava Moravce.
Exposlanec Petr Tluchoř odmítl vypovídat při výslechu 25. března ve věci vzdání se poslaneckého mandátu a byl za to pokutován. Následujícího dne poskytl svědeckou výpověď v této kauze Marek Šnajdr. Podle vlastního vyjádření na některé otázky neodpověděl, k většině však poskytl vyjádření. Ve čtvrtek 27. března dopoledne odmítl svou výpověď rovněž Ivan Fuksa a dostal rovněž pořádkovou pokutu ve výši 20 tisíc Kč. Policie trojici bývalých poslanců chtěla vyslechnout znovu kvůli změně jejich postavení z obviněných na svědky.

### Duben
Podnikatel Ivo Rittig byl na 3. dubna 2014 předvolán k výslechu, odmítl však vypovídat. Podle jeho právní zástupkyně proto, že státní zástupce nedokázal srozumitelně vysvětlit, k jakým skutečnostem se má vyjádřit.
Úřad pro ochranu osobních údajů 22. dubna udělil pokutu ve výši 60 tisíc Kč ministerstvu vnitra za zveřejnění části videozáznamu ze zatýkání Jany Nagyové. Úřad ve svém rozhodnutí uvedl, že zveřejnění nelze zdůvodnit veřejným zájmem.
Útvar pro odhalování organizovaného zločinu znovu 23. dubna vyslechl místopředsedu TOP 09 Miroslava Kalouska ve věci údajného uplácení trojice exposlanců funkcemi. Zodpovídal dodatečné otázky týkající se obvinění bývalého premiéra Nečase v této kauze.
Jana Nečasová (Nagyová) odmítla vypovídat 24. dubna při odpoledním výslechu na ÚOOZ, stejně jako u předchozích výslechů. Předtím téhož dne policie vyslechla předsedu TOP 09 Karla Schwarzenberga, podle jehož vyjádření se kriminalisté snažili potvrdit některé své teorie, a v předchozích dnech i Miroslava Kalouska a Martina Kubu.

### Květen
Dne 14. května 2014 vyňali žalobci z Vrchního státního zastupitelství v Olomouci případ údajného zneužití Vojenského zpravodajství ke sledování exmanželky Petra Nečase z kauzy. Zatímco v ostatních liniích kauzy ještě mělo probíhat vyšetřování, tato linie už měla být objasněna. Advokát Jana Pohůnka o den později uvedl, že proti vyřazení případu podal stížnost. Zástupci Kovandy a Nagyové uvedli, že obdobnou stížnost podávat nebudou.

### Červen
MF Dnes a další média 2. června 2014 informovala o tom, že Nejvyšší státní zastupitelství zamítlo stížnosti Ondreje Páleníka, Jana Pohůnka a Ivo Rittiga proti rozdělení případu. Ti uváděli, že není jasné, z čeho byl případ vylučován, označovali vyloučení za neúčelné nebo argumentovali, že tím mohla být krácena jejich práva na obhajobu. Státní zástupce Zdeněk Kasal v usnesení o zamítnutí mimo jiné uvedl, že právo na obhajobu nebude dotčeno a že má rozdělením dojít k urychlení celého řízení.
Vrchní státní zastupitelství v Olomouci 6. června podalo obžalobu na Janu Nečasovou (Nagyovou) v kauze údajného zneužití Vojenského zpravodajství. Kromě ní obžalovalo ze zneužití pravomoci úřední osoby i bývalé ředitele Ondreje Páleníka, Milana Kovandu a zpravodajce Jana Pohůnka. Obžaloba následovala po zamítnutí stížnosti obžalovaných proti vyloučení věci k samostatnému projednání. O připravené obžalobě informovala už o měsíc dříve Česká televize, podána však byla až po vyřízení stížností obžalovaných proti vynětí této části kauzy k samostatnému projednání.
Senátor Jiří Čunek 12. června podal Nejvyššímu státnímu zastupitelství trestní oznámení na neznámého pachatele kvůli úniku odposlechů z vyšetřování kauzy. Učinil tak z pozice předsedy senátního podvýboru pro lidská práva na základě předchozího rozhodnutí podvýboru. Vyjádřil názor, že zveřejňování odposlechů narušuje hladký průběh vyšetřování a poškozuje obviněné a jejich rodinné příslušníky.
Mluvčí Nejvyššího státního zastupitelství 23. června oznámil, že zamítlo stížnosti Davida Michala, Ivo Rittiga, Tomáše Jindry a Jany Nečasové proti usnesení o zahájení trestního stíhání ve věci údajného úniku informací z Bezpečnostní informační služby.
Dne 27. června Obvodní soud pro Prahu 1 ve zrychleném neveřejném řízení uznal Janu Nečasovou vinnou a formou trestního příkazu jí udělil roční podmíněný trest odnětí svobody s odkladem na čtyři roky a čtyřletý zákaz působit ve státní správě. Šlo o linii kauzy zneužívání Vojenského zpravodajství, v níž byli stíháni i dva jeho bývalí ředitelé Ondrej Páleník a Milan Kovanda a jejich podřízený Jan Pohůnek, a to z přečinů zneužití pravomoci úřední osoby a porušení povinnosti při správě cizího majetku. Jejich trestní stíhání soud zastavil, neboť jejich jednání nevyhodnotil jako trestný čin. V případě bývalých ředitelů věc předal Ministerstvu obrany ke kázeňskému potrestání.
Úřad pro ochranu osobních údajů v témže týdnu zamítl rozklad, jejž podalo ministerstvo vnitra proti šedesátitisícové pokutě, kterou mu úřad udělil 22. dubna za prosincové zveřejnění části videozáznamu ze zatýkání Jany Nagyové.

### Červenec
Proti rozhodnutí soudu z 27. června o Janě Nečasové podala obviněná počátkem července odpor, takže její věc musel soud projednat v hlavním líčení. Státní zástupci pak podali stížnost proti rozhodnutí o zpravodajcích.

### Září
Dne 3. září zrušil Městský soud v Praze červnové usnesení obvodního soudu o zpravodajcích a kauzu vojenské zpravodajské služby mu vrátil k novému projednání.

### Listopad
Dne 20. listopadu 2014 bylo zahájeno hlavní líčení ve věci údajného zneužití Vojenského zpravodajství. Po přečtení obžaloby bylo líčení odročeno na 12.–14. ledna 2015. Důvodem byl požadavek právních zástupců obviněných zpravodajců, aby je ministerstvo obrany úplně zbavilo mlčenlivosti, ne jen v omezeném rozsahu.

## Soudní řízení v roce 2015

### Květen
Dne 18. května 2015 začalo poslední kolo soudního líčení, během kterého byly soudem zveřejněny přepisy některých odposlouchaných telefonních rozhovorů Jany Nečasové (tehdy Nagyové) a Petra Nečase, ilustrující jejich vzájemné vztahy. V rozhovorech Nagyová použila vůči partnerovi zvýšený hlas a pomlouvala Nečasovu tehdejší manželku Radku. Zazněly také vulgární výrazy použité Nagyovou, Nečas naopak smířlivě odpovídal. Námitky obhájců proti zveřejnění odposlouchaných telefonních rozhovorů, že jde o soukromé hovory, soud odmítl jako neopodstatněné.
Od 25. května probíhaly závěrečné řeči. Státní zástupce Rostislav Bajger navrhl nepodmíněné tresty vězení od tří do čtyř let za zneužití vojenského zpravodajství. Obhájce Jany Nečasové Eduard Bruna, obhájce Ondreje Páleníka Tomáš Sokol, obhájce Milana Kovandy Jiří Matzner i obhájce Jana Pohůnka Michal Hráský požadovali zproštění viny.
Obvodní soud pro Prahu 1 vynesl 29. května nepravomocný rozsudek v kauze zneužití vojenské tajné služby a zprostil viny Janu Nečasovou (Nagyovou), stejně jako oba bývalé ředitele Vojenského zpravodajství Ondreje Páleníka a Milana Kovandu i zpravodajce Jana Pohůnka. Soudkyně Helena Králová k rozsudku uvedla, že obžalovaní svým jednáním nenaplnili skutkové podstaty přečinů, které jim byly dávány za vinu. Státní zástupce se na místě odvolal a věc tak byl opětovně postoupen městskému soudu. Soudkyně požádala o prodloužení lhůty k vypracování písemného rozsudku s jeho odůvodněním do 31. srpna.

### Srpen
Ústavní soud počátkem srpna zamítl stížnost Jany Nečasové (Nagyové) na své stíhání a vazbu jako neopodstatněnou.
V týdnu od 24. srpna bylo stranám doručeno písemné rozhodnutí obvodního soudu s odůvodněním, v němž podle médií soudkyně označila za klíčovou výpověď expremiéra Petra Nečase, jemuž uvěřila, že o sledování exmanželky sám požádal kvůli bezpečnosti své i své tehdejší rodiny. Tvrzení žalobců zcela odmítla.

## Vývoj kauzy po roce 2015

### 2017
V lednu 2017 byla Jana Nečasová za vyzrazení utajované zprávy Bezpečnostní informační služby nepravomocně odsouzena k podmíněnému trestu v délce 1,5 roku. Lobbista Ivo Rittig se svým právníkem Davidem Michalem od soudu odešli s podmíněným devítíměsíčním trestem.

### 2019
Od srpna 2019 policie prověřovala možnou křivou výpověď Petra Nečase a v listopadu téhož roku jej začala trestně stíhat pro podezření z křivé výpovědi. Podle názoru kriminalistů lhal při výpovědi v kauze Vojenského zpravodajství ve prospěch své manželky Jany Nečasové. Nečas proti stíhání podal stížnost, avšak neúspěšně.
V případu neoprávněného vyzrazení utajované informace z BIS vrátil odvolací soud případ k projednání pražskému městskému soudu. Soudkyně jeho senátu Monika Křikavová v listopadu 2019 nepravomocně zprostila obžaloby Nečasovou, Rittiga i jeho právníka Michala, když nebylo dokázáno, že se skutek stal a utajované informace doputovaly k Rittigovi s Michalem. Státní zástupce se proti verdiktu odvolal.

### 2020
Dne 20. srpna 2020 Obvodní soud pro Prahu 1 prozatím nepravomocně zprostil viny z podplácení Petra Nečase, jeho manželku Janu Nečasovou (dříve Nagyovou) i bývalého náměstka ministra zemědělství Romana Bočka, a to v kauze tzv. trafik pro trojici poslanců ODS. Podle rozsudku se nepodařilo prokázat, že se žalovaný skutek vůbec stal. Soud zároveň zastavil stíhání Jany Nečasové ve věci nezdanění luxusních darů od politiků a lobbistů. Soud ohledně trafik nepovolil přehrání odposlechů, které byly v obžalobě klíčovým důkazem, byly však dle soudu pořízeny nelegálně.

### 2021
V úterý 31. srpna 2021 Nejvyšší soud rozhodnutím odmítl dovolání současné manželky expremiéra Petra Nečase Jany Nečasové – dříve Nagyové, a třech bývalých zpravodajců – Ondreje Páleníka, Milana Kovandy a Jana Pohůnka. Ti jej podali proti odsuzujícím verdiktům soudkyně Pavly Hájkové z Obvodního soudu pro Prahu 1 v případu „zosnování zneužití pravomoci“, který začal v červnu 2013 zásahem na Úřadu vlády a vedl k pádu vlády Petra Nečase a který po více než osmi letech skončil. Dozorovalo jej Vrchní státní zastupitelství v Olomouci. Soud Nečasové udělil nejpřísnější možný podmíněný trest – tříletý, a maximální – desetiletý, zákaz činnosti ve vedoucích funkcích státní správy. Zpravodajci Páleník, Kovanda a Pohůnek dostali podmínky 2,5 roku, 2 roky a 20 měsíců a zákaz činnosti ve zpravodajských službách a bezpečnostních sborech na osm, sedm a šest let. Od počátku svou vinu odmítali. Soudní rozhodnutí bylo rozsáhlé – mělo 62 stran. Podle rozsudku Nečasová zosnovala zneužití pravomoci – v roce 2012 nezákonně zaúkolovala zpravodajce zařízením sledování premiérovy tehdejší manželky Radky, aby získáním informací o její předpokládané nevěře uspíšila rozvod.

### 2022
Dne 29. listopadu 2022 zamítl stížnosti čtyř stěžovatelů – Nečasové, Páleníka, Kovandy a Pohůnka v kauze „zneužití vojenského zpravodajství“ Ústavní soud. Poukázal na „systémový nedostatek v kontrole, zda tajné služby respektují základní práva a svobody občanů České republiky“ a „opírání se o dlouhodobou, zdánlivě legitimní praxi.“

### 2023
V lednu 2023 média informovala, že prezident Miloš Zeman před koncem svého mandátu, který mu končil 8. března 2023, udělil Nečasové milost – prominul zbytek z tříleté zkušební doby, který jí byl uložen za dva přečiny zneužití pravomoci úřední osoby – vysoce postavené vládní úřednice, v případu „nezákonného úkolování zpravodajců“ v roce 2012. Prezident Zeman milost zdůvodnil uplynutím dlouhé doby od spáchání skutku a řádným životem omilostněné. Milost se nevztahovala na trest zákazu činnosti ani zbývající tři odsouzené – Páleníka, Kovandu a Pohůnka. O udělení milosti požádala jedna z dcer Jany Nečasové. Tehdejší šéf Útvaru pro odhalování organizovaného zločinu (ÚOOZ) Robert Šlachta, který tehdy kauzu vyšetřoval uvedl: „Teď ta spravedlnost tady dostává takovým způsobem na zadek,“ a milost označil za „absolutní prasárnu.“
V květnu 2023 odvolací pražský městský soud potvrdil pravomocný rozsudek expremiéru Petru Nečasovi za dvě jeho křivá svědectví u soudu ve prospěch manželky Jany Nečasové, dříve Nagyové – roční podmíněný trest a peněžitý trest 100 tis. Kč. Stal se tak prvním pravomocně odsouzeným někdejším premiérem České republiky v trestní kauze. Ihned podal dovolání k soudu prvního stupně – Obvodnímu soudu pro Prahu 1.
V červnu 2023 byli v kauze podplácení poslanců ODS výhodnými „trafikami“ Petr Nečas, Jana Nečasová a Roman Boček nepravomocně odsouzeni Obvodním soudem pro Prahu 1 k podmíněným trestům odnětí svobody a k peněžitým trestům v řádech statisíců Kč. Nečas se ihned proti podmíněnému trestu 2,5 roku se čtyřletou zkušební dobou a peněžitým trestem 1. mil. Kč odvolal. Jana Nečasová dostala dvouletou podmínkou a peněžitý trest 300 tis. Kč.